# Der Schneegänger
Der Schneegänger ist ein deutscher Kriminalfilm von Josef Rusnak aus dem Jahr 2020 nach dem gleichnamigen Roman von Elisabeth Herrmann. Die Erstausstrahlung erfolgte am 13. März 2020 auf Arte.

## Handlung
Im Grunewald wird die nahezu skelettierte Leiche eines Kindes gefunden. Schnell steht fest, dass es sich um den zwei Jahre zuvor verschwundenen elfjährigen Darijo handelt. Die Obduktion der Leiche ergibt, dass der Junge getötet wurde und zu Lebzeiten massiven Misshandlungen ausgesetzt war. Kriminalhauptkommissar Lutz Gehring ermittelt gemeinsam mit Polizeiobermeisterin Sanela Beara, die seinerzeit die Vermisstenmeldung aufgenommen hatte. Darijos Mutter ist inzwischen mit dem reichen Unternehmer Reinartz verheiratet, für den sie vor zwei Jahren noch als Haushälterin gearbeitet hatte. Reinartz hat selbst zwei Söhne, von denen der jüngere in Alter und Statur Darijo ähnlich sieht. Daher nimmt man an, dass es eine Verwechslung gegeben hatte und eigentlich eine Entführung des Reinartz-Sohnes geplant war. Unabhängig davon wurde auch Darijos Vater, ein Wildhüter, verdächtigt seinen Sohn zu sich geholt zu haben. Er hatte sich seit dem Verschwinden seines Sohnes ganz in die Wälder zurückgezogen und da er sich mehrfach als gewalttätig erweist, wird er vorübergehend festgenommen. Er leugnet jedoch seinem Sohn etwas angetan zu haben.
Sanela Beara stammt selbst aus Kroatien und ihr macht das Schicksal des Jungen zu schaffen,  vor allem, dass niemand etwas von den Misshandlungen mitbekommen haben will. Günter Reinartz gibt an, dass Darijo ein sehr wildes Kind gewesen sei und sich beim Toben mit seinen Söhnen des Öfteren Blessuren zugezogen hätte. Gehring und Beara befragen Reinartz’ Sohn Tristan, dabei fällt Beara auf, dass auch er Spuren von Misshandlungen aufweist. Beara ist sich sicher, dass die Lösung des Falles in der Reinartz-Villa zu finden ist. Sie macht sich zudem Vorwürfe seinerzeit nicht intensiver nachgeforscht zu haben, nachdem der Notruf wegen Darijos Verschwinden eingegangen war. Um ihr Versäumnis wieder gut zu machen, sieht sie keinen anderen Weg, als verdeckt im Hause Reinartz zu ermitteln. Sie lässt sich als neue Haushaltshilfe einstellen, kann so in alle Räume der großen Villa gelangen und die Gespräche der Bewohner mitanhören. Siegfried Reinartz, der ältere Sohn, erscheint als ziemlich narzisstische Persönlichkeit und als Tristan Beara wiedererkennt, wird es für sie gefährlich. Siegfried schlägt sie nieder und sperrt sie in einem Kellerraum ein. Bei Beara werden dadurch traumatische Kindheitserinnerungen aus dem Krieg in Ex-Jugoslawien geweckt. Gehring kann Beara befreien, Siegfried ist jedoch verschwunden – Darijos Vater war in der Nacht bei den Reinartz erschienen und forderte Gerechtigkeit: einen Sohn für einen Sohn. Er entführte Siegfried, brachte ihn in den Wald und hält ihn dort gefangen. Gehring und Beara aber gelingt es, den verängstigten jungen Mann aufzuspüren. Schließlich gesteht Siegfried, dass er die Schuld am Tod von Darijo trägt, es sei aber ein Unfall gewesen. Beara macht sich daraufhin auf die Suche nach Darijos Vater. Dieser hat sich mit einer Waffe auf seinem Hochsitz im Wald verschanzt. Während das SEK anrückt, versucht sie erfolglos, Darko Tudor zur Aufgabe zu überreden und so wird Tudor am Ende von Scharfschützen erschossen.

## Rezeption

### Einschaltquote
Die Erstausstrahlung von Der Schneegänger wurde in Deutschland am 13. März 2020 von 6,22 Millionen Zuschauern gesehen und erreichte somit einen Marktanteil von 18,9 Prozent für Arte.

### Kritik
Tilmann P. Gangloff urteilte für Tittelbach.tv: „Das intensive Krimidrama ‚Der Schneegänger ‘ erzählt von Kroaten, die während des Bürgerkriegs in Jugoslawien nach Deutschland emigriert sind. Der Krieg ist aber offenbar mitgekommen: Als die Leiche eines über längere Zeit misshandelten Jungen gefunden wird, fällt der Verdacht auf den Vater. Eine kroatischstämmige Polizistin, selbst an Leib und Seele gezeichnet, spürt intuitiv, dass der Mann unschuldig ist, und stößt schließlich auf die grausige Wahrheit. Josef Rusnak hat Elisabeth Herrmanns Roman gemeinsam mit der Autorin adaptiert. Weil der Regisseur die Krimiebene zwar konzentriert, aber sachlich inszeniert hat, ist der biografische Hintergrund der jungen Heldin fast zwangsläufig ungleich spannender, zumal sich eine alptraumhafte Erinnerung an ihre Kindheit wie ein roter Faden durch den Film zieht.“
Im deutschen Filmdienst hieß es: „Düstere Romanverfilmung, die als Krimi konventionell bleibt und am besten in der Charakterstudie der psychisch angeschlagenen weiblichen Hauptfigur funktioniert. Eher oberflächlich bleiben Rückblenden in die Zeit der Jugoslawienkriege.“
Bei Prisma.de bewertete Wilfried Geldner den Film als „packenden Thriller, in dem Rätsel gestellt werden, die so schnell nicht zu lösen sind.“ „Wo andere Blindspuren und Holzwege verlegen, nimmt Autorin Elisabeth Herrmann Schicksale her und ein mehr oder weniger fantastisches Setting.“ Eigentlich eine „schöne Inszenierung, doch leider fehlt ein guter Plot“, der nur in einem „etwas wirren Showdown“ endet.
Heike Huperzt schrieb in der Frankfurter Allgemeinen Zeitung: „In ‚Der Schneegänger ‘ geht ein Kind verloren. Die Auflösung des Falls ist wenig überraschend. Es gibt nur einen Grund, an diesem Fernsehfilm dranzubleiben:“ die aus Kroatien stammende Polizistin Sanela Beara.
Oliver Armknecht von film-rezensionen.de meinte: „Der Schneegänger“ ist als Krimi „nicht so ganz befriedigend, da die Auflösung etwas willkürlich kommt. Wer sich solche Filme anschaut, um selbst kräftig miträtseln zu können, der wird etwas übergangen. Wem das hingegen gar nicht so wichtig ist und vielleicht eine Vorliebe für die etwas tragischere Variante des beliebten Genres hat, für den hat das hier schon einiges zu bieten. Der Film geht näher an die Abgründe seiner Figuren, als es die meisten tun, ist trotz einiger Übertreibungen im weiteren Verlauf ein recht menschlicher Vertreter seiner Art und wirkt entsprechend länger nach.“
Bei quotenmeter.de stellte Christian Lukas fest: Mit „Der Schneegänger“ „ist dem ZDF kein großer Wurf gelungen. So richtig packend ist die Story nicht, trotz der dramatischen Ausgangslage.“